# Lingula (genre)
Genre
Lingula est un genre de brachiopodes de la famille des Lingulidae.

## Liste des espèces
Selon GBIF (16 juin 2024) :
- Lingula adamsi Dall, 1873
- † Lingula allingi Fisher, 1957
- Lingula anatina Lamarck, 1801
- † Lingula aoraki Campbell, 1987
- † Lingula arctica Wittenburg, 1910
- † Lingula beani Phillips, 1829
- † Lingula borealica Kalashnikov, 1993
- † Lingula bottnica (Wiman, 1903)
- † Lingula bravardi Frenguelli, 1930
- † Lingula brevis Portlock, 1843
- † Lingula briseis Billings, 1865
- † Lingula carbonaria Shumard & Swallow, 1858
- † Lingula clintoni Vanuxem, 1842
- † Lingula cobourgensis Billings, 1862
- † Lingula complanata Williams, 1882
- † Lingula craneae Davidson, 1876
- † Lingula credneri Geinitz, 1848
- † Lingula cretacea Lundgren, 1885
- † Lingula cuneata (Conrad, 1839)
- † Lingula curta Conrad, 1842
- † Lingula deitersensis Pflücker, 1868
- † Lingula delia Hall, 1867
- † Lingula demissa Gerassimov, 1955
- † Lingula densa Hall, 1867
- † Lingula desiderata Hall, 1863
- † Lingula dregeri Andreae, 1893
- † Lingula elliptica Makridin, 1957
- † Lingula elliptica Phillips, 1836
- † Lingula elongata Hall, 1847
- † Lingula eva Billings, 1861
- † Lingula forbesi Billings, 1865
- † Lingula freboldi Gobbett, 1963
- † Lingula fuyuanensis Liao, 1980
- † Lingula gorbyi Miller, 1892
- † Lingula halli White, 1862
- † Lingula huronensis Billings, 1859
- † Lingula hyacinthensis Foerste, 1924
- † Lingula hyperborea Ifanova, 1972
- † Lingula indianensis Miller & Gurley, 1894
- † Lingula ingens Spencer, 1884
- † Lingula kedonensis Dagys, 1965
- † Lingula kolymaensis Zavodowsky, 1968
- † Lingula lamellata Hall, 1843
- † Lingula lata Portlock, 1843
- † Lingula ligea Hall, 1867
- † Lingula liurjakhensis Kalashnikov, 1993
- † Lingula longoviciensis Terquem, 1851
- † Lingula louisianensis Weller, 1914
- † Lingula manticula White, 1874
- † Lingula marginata Phillips, 1836
- † Lingula marginia Feng, 1978
- † Lingula meeki Herrick, 1888
- † Lingula membranacea Winchell, 1863
- † Lingula metensis Terquem, 1851
- † Lingula minima Sowerby, 1839
- † Lingula nanimensis Healey, 1908
- † Lingula nikitini Sarycheva & Sokolskaja, 1952
- † Lingula nitida Meek & Hayden, 1861
- † Lingula nympha Billings, 1865
- † Lingula oblata Hall, 1843
- † Lingula obtusa Hall, 1847
- † Lingula olenekensis Dagys, 1965
- † Lingula ovalis Sowerby, 1813
- † Lingula ovata Dana, 1847
- Lingula parva Smith, 1872
- † Lingula percorrugata Talent, 1963
- † Lingula philomela Billings, 1865
- † Lingula polita Hall, 1861
- † Lingula progne Billings, 1862
- Lingula reevei Davidson, 1880
- † Lingula riciniformis (Hall, 1847)
- Lingula rostrum (Shaw, 1797)
- † Lingula sacculus Chapuis & Dewalque, 1854
- † Lingula selwyni Whiteaves, 1877
- † Lingula spatulata Vanuxem, 1842
- † Lingula squamiformis Phillips, 1836
- † Lingula sterlini Makridin, 1964
- † Lingula sturti Morton, 1982
- † Lingula subcircularis Wirth, 1912
- † Lingula subelliptica Mansuy, 1912
- † Lingula subovalis Davidson, 1852
- † Lingula subspatulata Hall & Meek, 1855
- † Lingula subtenuissima Kiparisova, 1940
- † Lingula suessi Stoppani, 1865
- † Lingula sulcatiferea Grabau, 1931
- † Lingula tenuis Henry, 1876
- Lingula translucida Dall, 1920
- † Lingula truncata Sowerby, 1836
- † Lingula tumida Feng, 1978
- Lingula tumidula Reeve, 1841
- † Lingula varsoviensis Worthen, 1884
- † Lingula whitfieldi Ulrich, 1889
- † Lingula xinlinensis Lee & Gu, 1980
- † Lingulepis morsensis (Winchell, 1880)

## Systématique
Le nom valide complet (avec auteur) de ce taxon est Lingula Bruguière, 1791.
Lingula a pour synonymes :
- Ligula Cuvier, 1798
- Ligularius Duméril, 1805
- Lingula foliaceusa Liang, 1990
- Lingularius Schuchert & Le Vene, 1929
- Lingulipora zhexiensis Liang, 1990